# مالكوم (لاعب كرة قدم)
مالكوم فيليبي سيلفا دي أوليفيرا (بالبرتغالية: Malcom) من مواليد 26 شباط/فبراير 1997، هو لاعب كرة قدم يحترف مع نادي الهلال في الدوري السعودي للمحترفين في مركز الجناح أو لاعب الوسط المهاجم. أحرز مالكوم هدف الفوز في الوقت الإضافي من نهائي كرة القدم في دورة الألعاب الأولمبية الصيفية 2020 لتفوز البرازيل بالميدالية الذهبية أمام إسبانيا.

## المسيرة الكروية

### كورينثيانز
بدأ مالكوم حياته المهنية كلاعب كرة قدم في نادي كورينثيانز. بعدما قدم موسمًا طيبًا مع النادي البرازيلي. أشاد به المُدرب مانو مينيزس وأصبح لاعبًا رسميًا في الفريق بحلول 2014؛ كما توقع له مستقبلا مشرقا. شارك البرازيلي مالكوم كلاعب رسمي في الدوري البرازيلي نسخة 2015، حينها خاض 73 مباراة وسجل فيها 10 أهداف بقميص النادي.

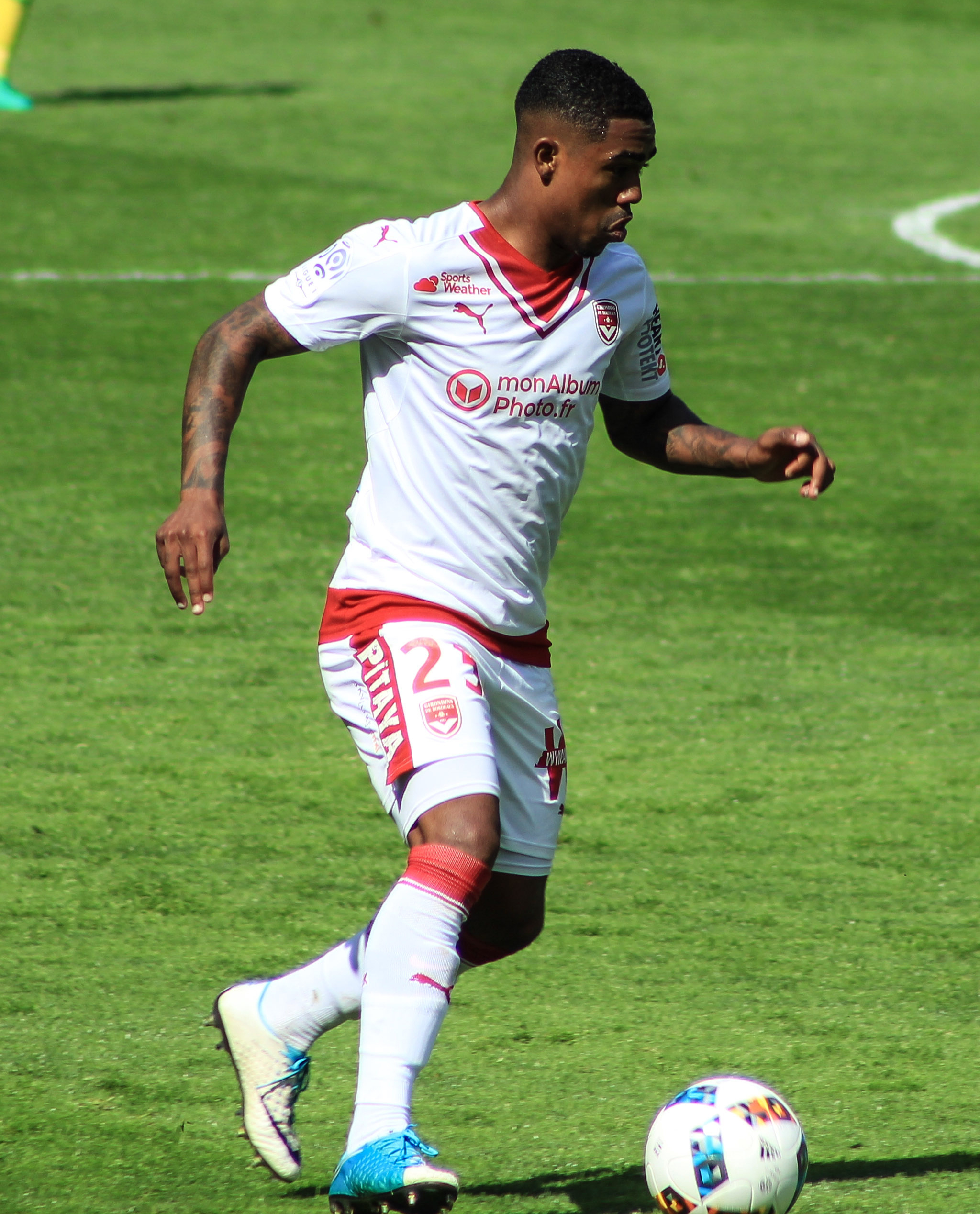
مالكوم مع جيروندان بوردو في عام 2017

### بوردو
طلب نادي جيروندان بوردو اللاعب مالكوم من كورينثيانز وفي 31 كانون الثاني/يناير 2016 تمّت الصفقة. قدم مالكوم أداءًا جيدا مع بوردو ونجح في إبراز مهاراته حيث سرعان ما صار لاعبا رسميا في الفريق. قضى مع بوردو ثلاثة مواسم سجل فيها 23 هدفًا في ظرف 96 مباراة في جميع المسابقات.

### برشلونة
في 24 تموز/ يوليو 2018 وقع مالكوم لصالح نادي برشلونة الإسباني. تضمنت بنود العقد دفاع مالكوم عن ألوان قميص برشلونة لمدة 5 سنوات فيما بلغت رسوم الانتقال 41 مليون دولار بالإضافة إلى مبلغ إضافي قدره مليون دولار كمكافآت. جدير بالذكر أن اللاعب كان على مقربة من الانضمام إلى نادي روما حيث انتظره مشجعي الذئاب في المطار لكنهم تفاجئوا وصُدموا عندما علموا أن مالكوم قد انتقل لبرشلونة. أشار المدير الرياضي للفريق الإيطالي السيد مونشي أن فريق روما سيتخد إجراءات قانونية ضد بوردو بسبب هذا التصرف.

### زينيت
في 2 أغسطس 2019، انضم مالكوم إلى زينيت سانت بطرسبرغ في صفقة مدتها خمس سنوات مقابل رسوم قدرها 40 مليون يورو مع متغيرات إضافية بقيمة 5 ملايين يورو. ظهر لأول مرة في اليوم التالي في تعادل 1-1 على أرضه مع إف سي كراسنودار كبديل في الدقيقة 71 لأليكسي سوتورمين. بسبب الإصابات، لعب 64 دقيقة فقط حتى 4 أكتوبر. عاد إلى الملعب في 29 فبراير 2020 عندما لعب 90 دقيقة في تعادل سلبي على أرضه مع لوكوموتيف موسكو. في 2 مايو 2021، سجل الهدف الأخير في المباراة حيث حصل زينيت على لقبه الثالث على التوالي في فوز 6-1 على صاحب المركز الثاني إف سي لوكوموتيف موسكو.

## المسيرة الدولية
شارك مالكوم مع منتخب البرازيل تحت 20 سنة في عام بطولة أمريكا الجنوبية للشباب عام 2015 حيث سجّل هدفا واحداً في 6 مباريات.
دخل مالكوم كبديل للاعب كينيدي في كأس العالم تحت 20 سنة نُسخة 2015 يوم 17 مايو، كما شارك في 5 مباريات أخرى بما في ذلك النهائي الذي خسره منتخب بلاده أمام صربيا
.
في 17 يونيو 2021، تم اختيار مالكوم في تشكيلة البرازيل لدورة الألعاب الأولمبية الصيفية 2020 ، ولكن تم استبداله بعد أن رفض ناديه زينيت مشاركته في البطولة. في 14 يوليو، بعد إصابة دوغلاس أوغوستو وفُتح شاغر، وأُعلن من قبل زينيت عن السماح بالعودة إلى المنتخب الأولمبي.

## الحياة الشخصية
أطلق عليه والده مالكوم لاسم الناشط الإسلامي الأمريكي من أصل أفريقي مالكولم إكس.
تلقى مالكوم انتقادات بسبب تصرفاته على وسائل التواصل الاجتماعي في بوردو: في سبتمبر 2017 حين وقف لالتقاط صورة مع خصمه نيمار بعد خسارة فادحة لباريس سان جيرمان، وبعد ثلاثة أشهر سجل هو وزملاؤه في الفريق مقطع فيديو خفيف القلب خارج الملعب بعد الهزيمة.

## الإحصاءات
اعتبارا من 19 أيار/ مايو 2018
| النادي        | الموسِم        | الدوري        | الدوري      | الكأس         | الكأس       | كأس الأبطال   | كأس الأبطال | كونتنونتال    | كونتنونتال  | مسابقات أخرى  | مسابقات أخرى | المجموع       | المجموع     |
| النادي        | الموسِم        | عدد المباريات | عدد الأهداف | عدد المباريات | عدد الأهداف | عدد المباريات | عدد الأهداف | عدد المباريات | عدد الأهداف | عدد المباريات | عدد الأهداف  | عدد المباريات | عدد الأهداف |
| ------------- | ------------- | ------------- | ----------- | ------------- | ----------- | ------------- | ----------- | ------------- | ----------- | ------------- | ------------ | ------------- | ----------- |
| كورينثيانز    | 2014          | 20            | 2           | 3             | 0           | —             | —           | 0             | 0           | 2             | 0            | 24            | 2           |
| كورينثيانز    | 2015          | 31            | 5           | 2             | 0           | —             | —           | 3             | 0           | 10            | 3            | 46            | 8           |
| كورينثيانز    | المجموع       | 51            | 7           | 5             | 0           | —             | —           | 3             | 0           | 12            | 3            | 73            | 10          |
| بوردو         | 2015–16       | 12            | 1           | 1             | 1           | 0             | 0           | 0             | 0           | —             | —            | 13            | 2           |
| بوردو         | 2016–17       | 37            | 7           | 4             | 2           | 4             | 0           | —             | —           | —             | —            | 45            | 9           |
| بوردو         | 2017–18       | 35            | 12          | 1             | 0           | 0             | 0           | 2             | 0           | —             | —            | 38            | 12          |
| بوردو         | المجموع       | 84            | 20          | 6             | 3           | 4             | 2           | 2             | 0           | —             | —            | 96            | 23          |
| الهلال        | 2023-24       | 0             | 0           | 0             | 0           | 0             | 0           | 0             | 0           | 0             | 0            | 0             | 0           |
| المجموع الكُلي | المجموع الكُلي | 135           | 27          | 11            | 3           | 4             | 2           | 5             | 0           | 12            | 3            | 169           | 33          |

## الألقاب والإنجازات

### مع الأندية
- كورينثيانز:[23]
  - الدوري البرازيلي الدرجة الأولى: 2015.
- برشلونة:
  - كأس السوبر الإسباني:(مرة واحدة) 2018.

- الهلال
  - دوري المحترفين السعودي: 2023–24
  - كأس خادم الحرمين الشريفين: 2023–24
  - كأس السوبر السعودي: 2023

### مع المنتخب
- كأس العالم تحت 20 سنة: وصيف نسخة 2015 [24][25]
- الميدالية الذهبية في دورة الألعاب الأولمبية الصيفية 2020

## روابط خارجية
- مالكوم على موقع الاتحاد الدولي (مؤرشف)  (الإنجليزية)
- مالكوم على موقع الاتحاد الأوربي (الإنجليزية)
- مالكوم على موقع إي إس بي إن إف سي (الإنجليزية)
- مالكوم على موقع قاعدة بيانات كرة القدم.إي يو (الإنجليزية)
- مالكوم على موقع ليكيب (الفرنسية)
- مالكوم على موقع ناشيونال فوتبول تيمز (الإنجليزية)
- مالكوم على موقع Soccerbase.com (لاعب) (الإنجليزية)
- مالكوم على موقع Soccerway.com (الإنجليزية)
- مالكوم على موقع عالم كرة القدم.نت (الإنجليزية)
- مالكوم على موقع أوليمبيديا (الإنجليزية)